# Luca Mattei
Luca Mattei (Livorno, 10 novembre 1964) è un allenatore di calcio ed ex calciatore italiano, di ruolo ala, tecnico in seconda del Ponsacco.

## Carriera
Dopo tre anni di Serie B con il Varese, esordisce in Serie A nella stagione 1985-86 nel Como.
Dopo tre stagioni passa alla Fiorentina, in cui gioca con Dunga e Roberto Baggio; resta soltanto un anno, per approdare nella stagione 1989-1990 all'Udinese di Abel Balbo e Néstor Sensini.
Dopo quattro stagioni in bianconero passa in serie cadetta al Pisa, e quindi nel 1995 in Serie C1 alla Juve Stabia, per proseguire per oltre un ulteriore decennio nelle categorie dilettantistiche toscane.
In carriera ha totalizzato complessivamente 140 presenze e 5 reti in Serie A, e 194 presenze e 10 reti in Serie B.